# 斯坦尼斯瓦夫·乌拉姆
斯坦尼斯瓦夫·马尔钦·烏拉姆（波蘭語：Stanisław Marcin Ulam，波蘭語發音：[sta'ɲiswaf 'mart͡ɕin 'ulam]；1909年4月13日—1984年5月13日），波蘭犹太裔數學家、核物理学家。他曾參與曼哈頓計劃，并与匈牙利犹太裔理论物理学家愛德華·泰勒一同发明了氢弹设计的泰勒-乌拉姆构型。他亦有參與研究核能推動的穿梭機。在純數學上，遍歷理論、數論、集合論和代數拓撲都有他的足跡。

## 生平
他生於奥匈帝国东部城市伦贝格（今乌克兰利沃夫）。其導師是斯特凡·巴拿赫。1938年他到了美國，先後在哈佛大學和威斯康辛大學麥迪遜分校工作。约翰·冯·诺伊曼邀請了他来參與在新墨西哥進行的「神秘計劃」。他提出使用蒙特卡羅方法計算核變的連鎖反應。他和C.J. Everett合作，證明泰勒最初的氫彈设计有問題，並建議了一個更佳的方案。1941年成为美国归化公民。